# أولاد احديدان (بني سمير)
أولاد احديدان هي إحدى مشيخات المملكة المغربية، تتبع جغرافيا لإقليم خريبكة وإداريًا لبني سمير. يقدر عدد سكانها بـ 3,229 نسمة حسب الإحصاء الرسمي للسكان والسكنى لسنة 2004.